# 2156 Kate
A 2156 Kate (ideiglenes jelöléssel A917 SH) a Naprendszer kisbolygóövében található aszteroida. Szergej Beljavszkij fedezte fel 1917. szeptember 23-án.
Nevét a kisbolygó azonosításának segítője, L. K. Kristensen javasolta feleségének, Kate-nek emlékére.